# Buchdruckerei Carl Ermacora
Die Buchdruckerei Carl Ermacora in Hannover war eine Anfang des 20. Jahrhunderts gegründete Buchdruckerei mit angeschlossenem Verlag.

## Geschichte

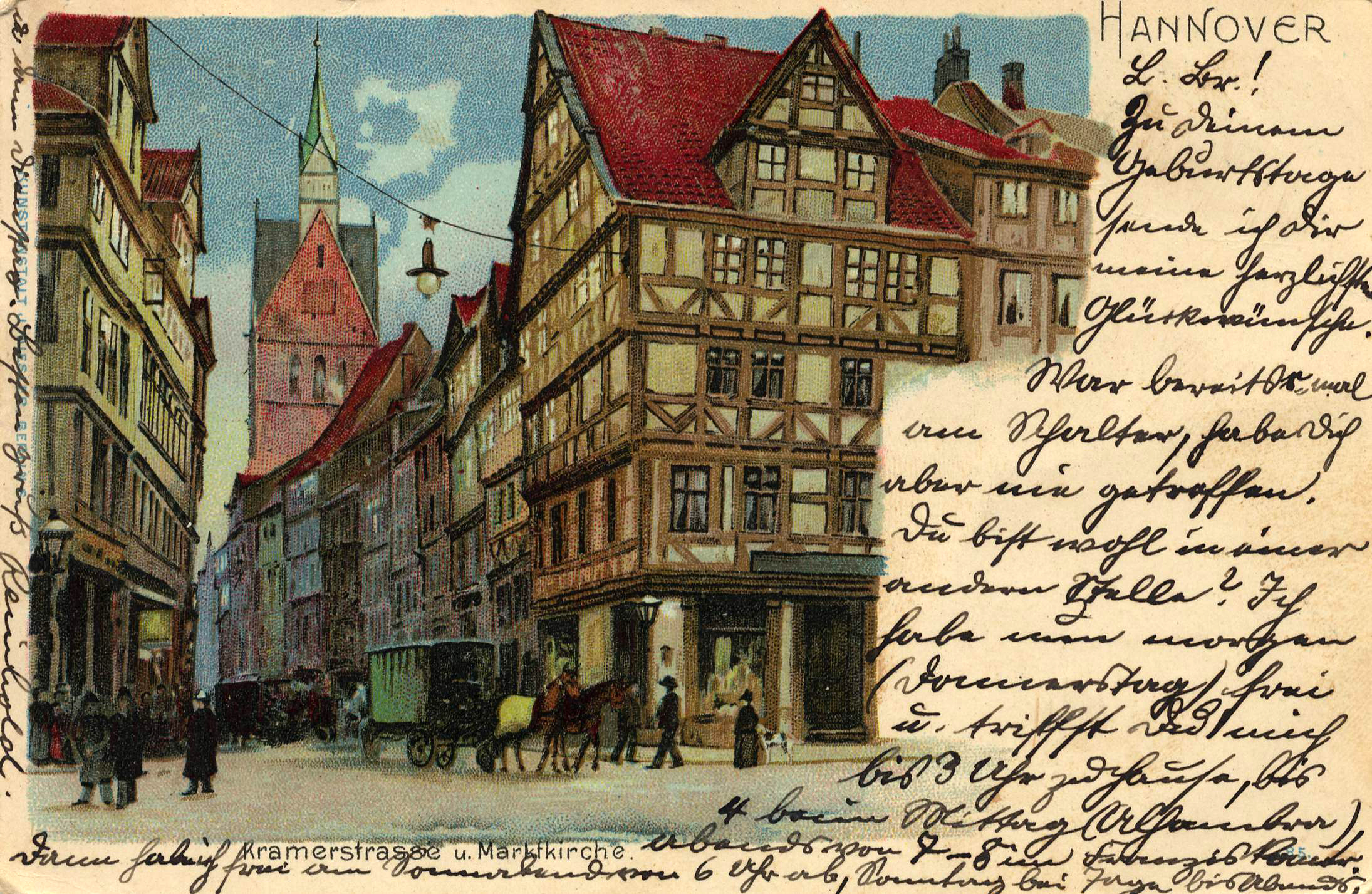
Um 1900: Blick vom Holzmarkt durch die Kramerstraße Richtung Marktkirche in der Altstadt von Hannover;
farbig lithografierte Ansichtskarte Nummer 85 von Johannes Miesler

Der Unternehmer Carl Ermacora gründete seine kleine Buchdruckerei am 20. Juni 1902 anfangs in einem einzigen Zimmer im Gebäude Holzmarkt 1, konnte aber bereits nach wenigen Monaten in größere Räume in der Ernst-August-Straße 11 umziehen, wo er dann mit Tiegel und Schnellpresse arbeiten konnte. Zur Aufstellung größerer Maschinen verlegte Ermacora seinen Betrieb 1907 in die Schmiedestraße 4, wo er Mitbegründer der Fachzeitschrift Der Schneidermeister wurde und für seine Druckerei von Anfang an auch den Druckauftrag erhielt. 1910 konnte Ermacora erstmals unter der Adresse Lange Laube 15 in ein eigenes Gebäude umziehen. Den damaligen Geschäftsräumen gliederte er auch eine eigene Buchbinderei an.
Während des Ersten Weltkrieges diente Carl Ermacora vier Jahre als Soldat, während seine Ehefrau den Betrieb weiterführte. Zu Beginn der Weimarer Republik zog der Betrieb letztmals in größere, eigene Räumlichkeiten auf das Grundstück Am Taubenfelde 1 um, das mit dem ebenfalls nun zum Betrieb gehörenden damaligen Grundstück Josephstraße 24 (heute Otto-Brenner-Straße) verbunden war. Der Gebäudekomplex bestand um 1927 aus einem Flachbau mit Ziegelsteinfassade mit einem mit den Buchstaben C E H bekrönten Schaugiebel zur Straße Am Taubenfelde. Der Innenhof war mit zum Teil vierstöckigen Werksgebäuden vierseitig bebaut.
Im Jahr der Machtergreifung durch die Nationalsozialisten 1933 wurde zudem der „Ermacora-Verlag“ gegründet und zugleich die Zeitschrift Der Schneidermeister nun Produkt des eigenen Verlages. Zu Beginn des Zweiten Weltkrieges zählten in den verbundenen Unternehmen 130 Menschen zur Belegschaft der Druckerei sowie 85 Angestellte zum Verlag. Die Luftangriffe auf Hannover zerstörten schließlich das Lebenswerk des Firmengründers, der unterdessen bereits verstorben war. 1945 beseitigten die überlebenden Mitarbeiter, Freunde und ehemalige Lieferanten den „[...] wüsten Haufen von Schutt, Eisenteilen, Drahtgewirr und geborstenen Betondecken“ von dem Unternehmensgrundstück, auf dem in den frühen Wirtschaftswunderjahren dann ein Neubau entstand. Hier konnte die Buchdruckerei Carl Ermacora spätestens 1954 wieder den Druckbetrieb mit seinerzeit „... modernsten Maschinen“ betreiben.